# Ziegenrück
Ziegenrück est une ville de l'arrondissement de Saale-Orla au sud du länder de Thuringe. La ville est située le long de la rivière du Saale, non loin du barrage de Hohenwarte.

## Galerie

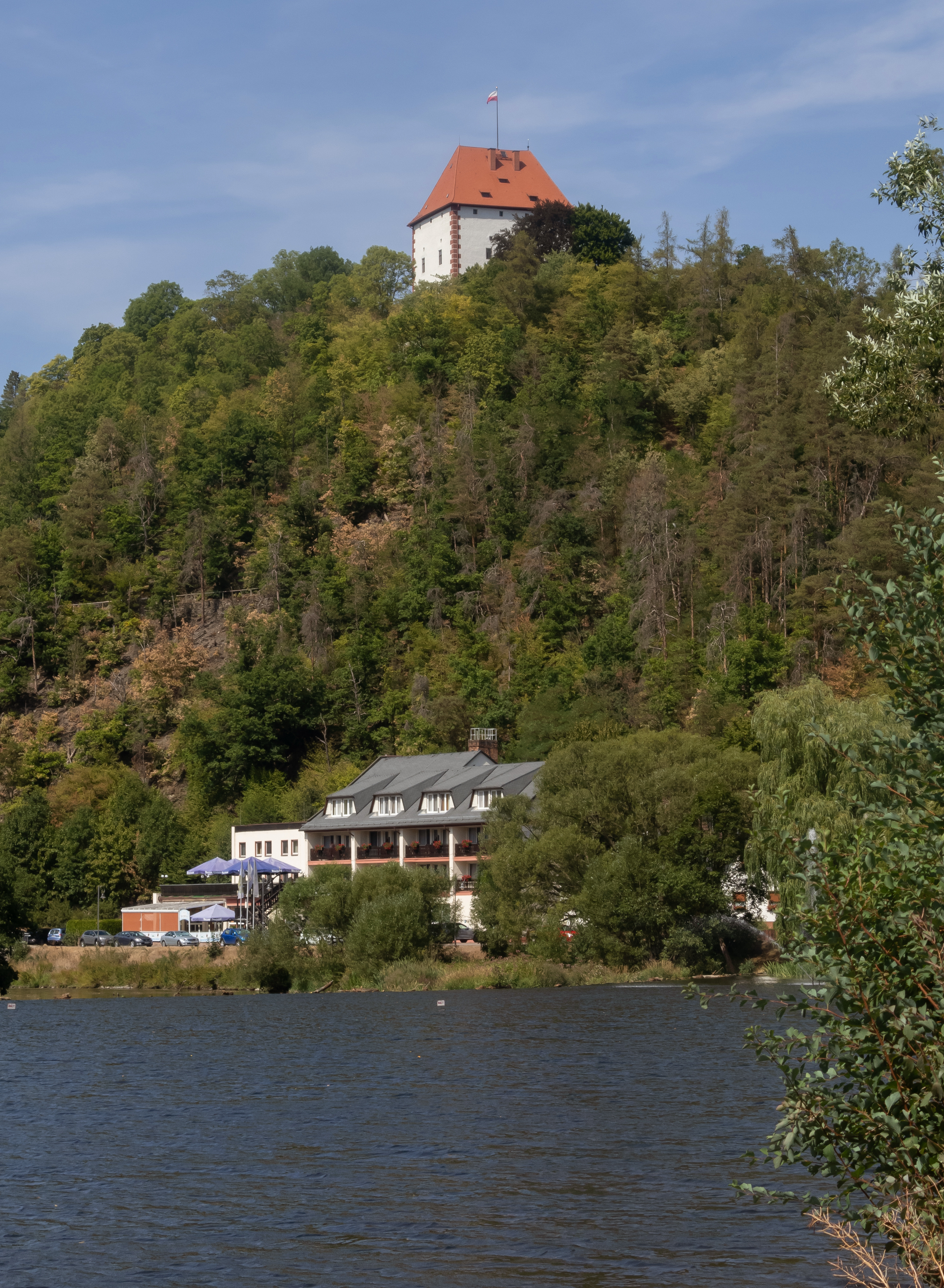
Kemenate Orlamünde (reste du complexe du château)
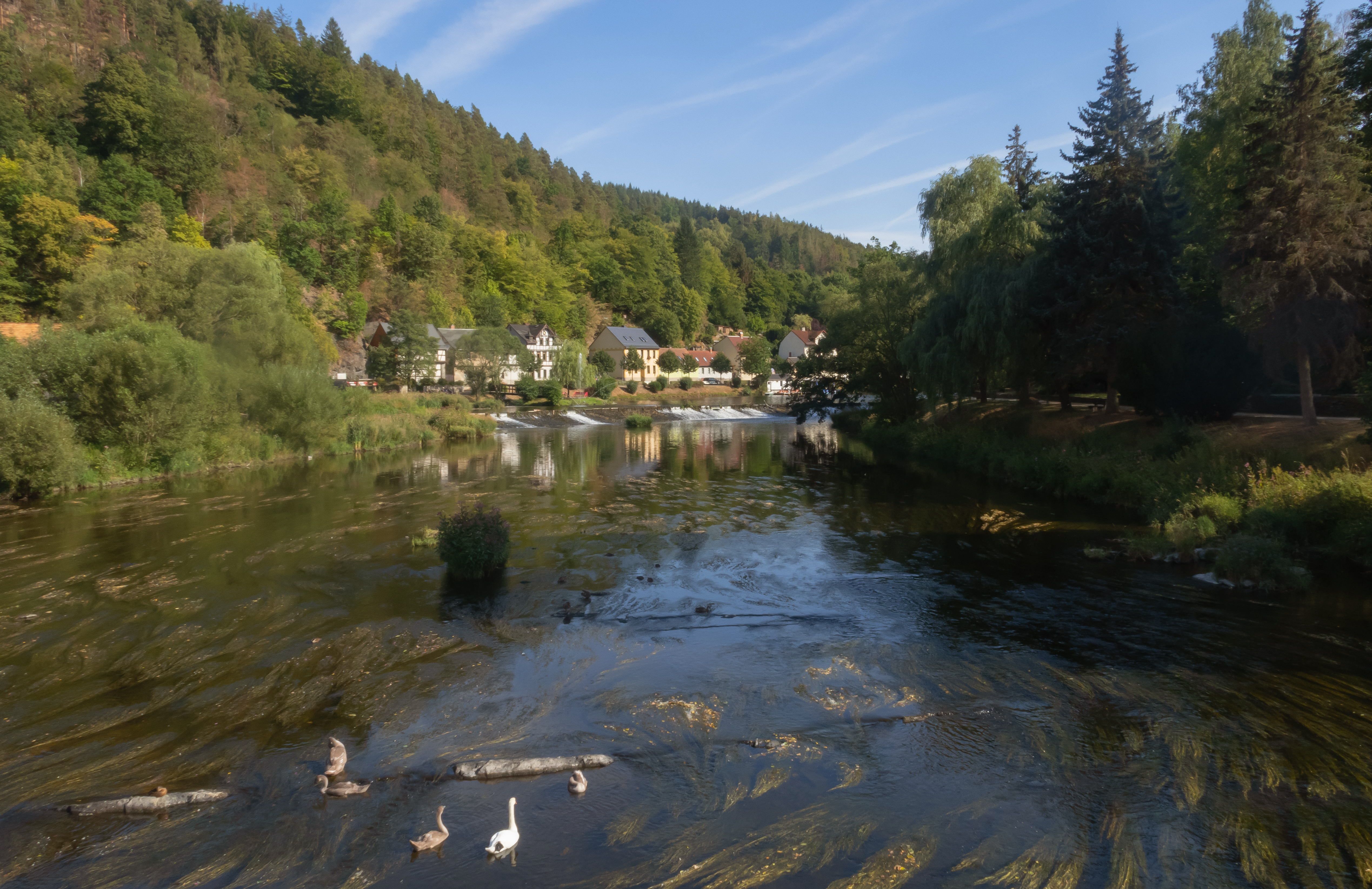
La rivière (Saale) depuis le pont
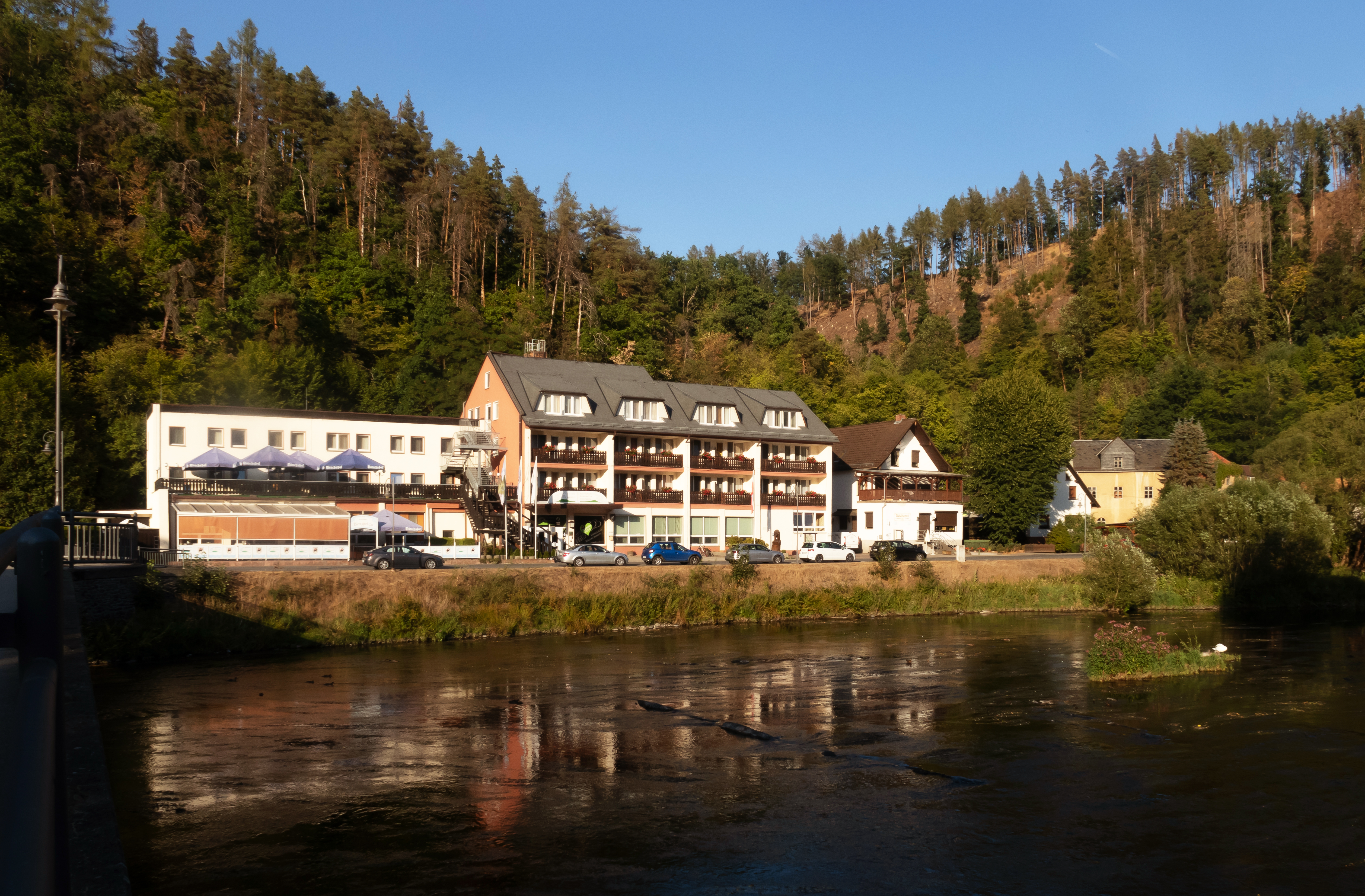
Hôtel Am Schlossberg